# マラウイの州
マラウイは北部州、中部州、南部州の3つの州(Region)に分かれており、さらに28の地域（District）に分かれている。
- 中部州 (黄)

人口:731万5600人 (2016年)
面積:3万5592km²
人口密度：205.5人/km²
州都: リロングウェ
- 北部州 (赤)

人口:223万5400人 (2016年)
面積:2万6931km²
人口密度:83.0人/km²
州都:ムズズ
- 南部州 (緑)

人口:728万2000人 (2016年)
面積:3万1753km²
人口密度:229.3人/km²
州都: ブランタイヤ